# 大文字焼き

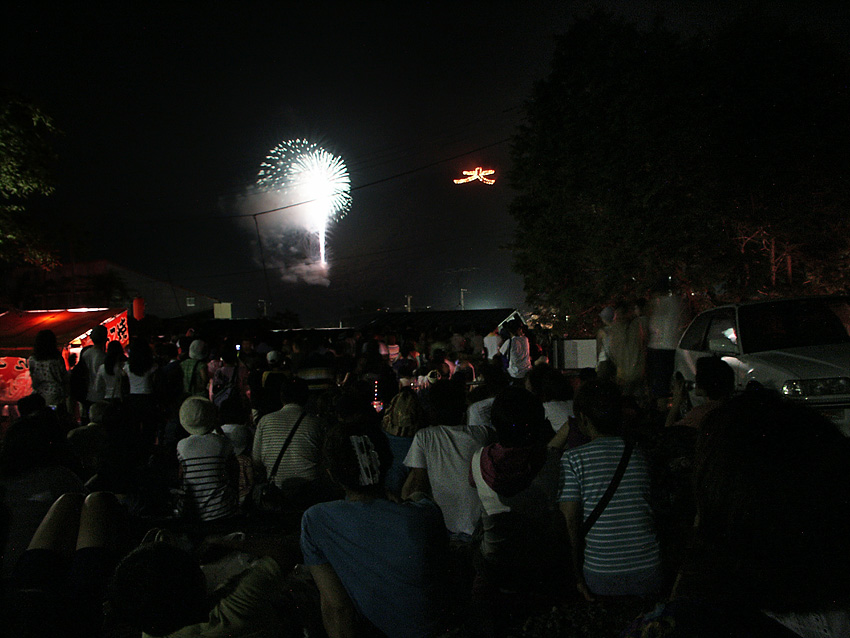
箱根大文字焼き

大文字焼き（だいもんじやき）とは、「大」の字を象った文字を松明の炎で描く行事に対し一部で使用される俗称である。
いわゆるお盆（旧暦の7月15日頃）の時期に彼岸へ祖先の霊を送る送り火として行われることが多く、代表格である京都の五山送り火（ござんのおくりび）をはじめとして、実際には「〜焼き」という呼称は使われていない。
「送り火」ではなく「大文字焼き」という呼称を用いる行事には、伝統行事や宗教行事ではなく観光が目的となっているものが少なくない。そういう観光イベントは、歴史的あるいは宗教的意義が薄いためか、廃止（静岡県三島市の三嶋大社の夏祭り、栃木県佐野市三毳山）や電飾（イルミネーション）への変更（山梨県笛吹市の「甲斐いちのみや大文字焼き」）される場合が多い。2024年現在、「大文字焼き」を名乗っている行事としては、「箱根強羅温泉大文字焼」が残存しているが、これも当初の目的が観光であり、荒天の場合、お盆の明けである8月16日を過ぎても開催される。

## 行事が行われる地域
- 奈良県奈良市に所在する高円山（たかまどやま）[6]。
- 神奈川県足柄下郡箱根町にある明星ヶ岳の支峰。
- 秋田県大館市に所在する鳳凰山。大文字まつり。
- 高知県四万十市。
- 京都府福知山市に所在する姫髪山（406.1m）。
- 大阪府池田市に所在する五月山（315.1m）。
- 岩手県西磐井郡平泉町に所在する束稲山（たばしね山）[7]。